# 阿薩·阿基拉
阿萨·阿基拉（英語：Asa Akira，1986年1月3日—），為日裔美國人，美國著名色情演員暨模特儿。

## 早年生活
出生於美國紐約的曼哈頓，是家中唯一的孩子。原本居住於蘇荷區，因父親工作的關係移居至日本東京，13歲時回到了美國，並搬到布魯克林市中心，之後則居住在克林頓丘。

### 教育
因為祖父曾擔任日本外交官，所以可以用獎學金的方式就讀位於曼哈頓的聯合國國際學校。但由於成績不理想，轉而就讀華盛頓歐文高中。

## 事業
曾在紐約的俱樂部當脫衣舞孃。而在這裡遇見了吉娜·琳引薦進入了色情行業，也與吉娜·琳合作了第一部作品。之後作為一名自由表演者六個月後，便與Vince Vouyer簽約。
2013年，與潔西·珍、April Macie共同主持第30屆成人影帶新聞，同時個人也獲得年度最佳女演員。同年，也執導了個人導演處女作Elegant Angel的《輪姦6》。

## 獎項
- 2008年
  - Rog Awards (Critic) – 年度新人
- 2011年
  - 成人影帶新聞獎
    - 最佳全性愛影片
    - 最佳肛交性愛場景
    - 最佳雙插場景
    - 最佳三人性愛場景 (男/男/女)
    - 最受歡迎獎

  - 都市成人獎（英语：Urban X Award）
    - 最佳情侶性愛場面
- 2012年
  - 成人產業獎（英语：XBIZ Awards）
    - 年度女演員

  - AEBN VOD awards
    - 年度最佳演員

  - 成人影帶新聞獎
    - 最佳挑逗表演
    - 最佳單人性愛場面
    - 最佳肛交性爱场景
    - 最佳雙插場景
    - 最佳三人性愛場景（男/男/女）
    - 最佳群交场景
    - 最佳全性愛發行
- 2013年
  - 成人影帶新聞獎
    - 最佳雙插場景
    - 最佳群交场景
    - 最佳POV性愛場景
    - 最佳三人性愛場景（女/女/男）
    - 年度女演員

## 外部連結
- 官方网站
- 阿萨·阿基拉的X（前Twitter）
- 阿萨·阿基拉的Facebook專頁
- 阿萨·阿基拉在互联网电影资料库（IMDb）上的資料（英文）
- 阿萨·阿基拉在網際網路成人電影資料庫
- 成人電影資料庫上阿萨·阿基拉的资料（英文）